# Santa Maria de Jetibá
Santa Maria de Jetibá är en kommun i Brasilien.   Den ligger i delstaten Espírito Santo, i den sydöstra delen av landet, 900 km sydost om huvudstaden Brasília. Antalet invånare är 34 178.
Följande samhällen finns i Santa Maria de Jetibá:
- Jetibá

Omgivningarna runt Santa Maria de Jetibá är en mosaik av jordbruksmark och naturlig växtlighet. Runt Santa Maria de Jetibá är det ganska glesbefolkat, med 48 invånare per kvadratkilometer.